# Gossypium somalense
Gossypium somalense är en malvaväxtart som först beskrevs av Gürke, och fick sitt nu gällande namn av J. B. Hutchinson, Silow och S.G. Stephens. Gossypium somalense ingår i släktet bomull, och familjen malvaväxter. Inga underarter finns listade i Catalogue of Life.